# Phoenix Finance
Phoenix Finance Ltd., später DART Grand Prix, war ein britisches Unternehmen, das sich um die Teilnahme an der Formel-1-Weltmeisterschaft 2002 bemühte, letztlich aber zu keinem Rennen zugelassen wurde.

## Geschichte

### Phoenix, Prost und Arrows

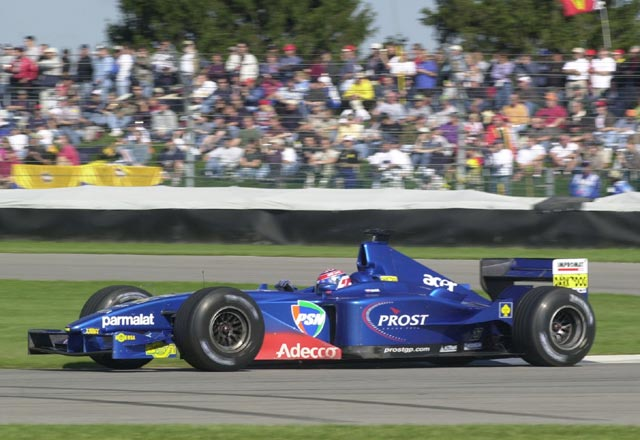
Prost AP04 (2001)

Grundlage des Projekts war der französische Rennstall Prost Grand Prix, über dessen Vermögen im November 2001 das Insolvenzverfahren eröffnet worden war. Im Februar 2002 übernahm die britische Phoenix Finance Ltd., vertreten durch den Investor Charles J. Nickerson, die Rechte von Prost aus dem Concorde Agreement, die Prost-AP04-Modelle von 2001 sowie die Rechte an dem geplanten, aber nicht mehr realisierten Modell AP05 für 2002. Tatsächlich bestand eine große Nähe des Projekts zum in finanzielle Schwierigkeiten geratenen Team Arrows. So erklärte Tom Walkinshaw, der Inhaber von Arrows, Phoenix mit den Sachmitteln seines Unternehmens TWR unterstützen zu wollen. Bei den ersten Rennen der neuen Saison erledigte Arrows auch die Pressearbeit für Phoenix. Die Rolle Walkinshaws blieb undurchsichtig; die Spekulationen in den Medien gingen überwiegend dahin, dass Nickerson ein Strohmann Walkinshaws sei, der angesichts der finanziellen Probleme seines Arrows-Teams aus den Resten von Prost Grand Prix einen neuen Rennstall formen wollte, während Arrows im Wege der Insolvenz aufgelöst werden sollte.

### Versuch der Rennteilnahme
Unmittelbar vor dem Großen Preis von Australien 2002 kündigte Nickerson an, beginnend mit dem Lauf in Malaysia an der Formel-1-Saison 2002 teilnehmen zu wollen. Vor dem Großen Preis von Malaysia wurde das Unternehmen in DART Grand Prix Ltd. umbenannt; eine ähnliche Bezeichnung war bereits in den 1980er Jahren von einem Unternehmen Tom Walkinshaws verwendet worden.
Phoenix ließ mehrere Container mit Ausrüstungsgegenständen nach Malaysia transportieren. Das Team stellte für dieses Rennen das Erscheinen zweier Prost-AP04-Modelle in Aussicht. Hinsichtlich des Antriebs gab es unterschiedliche Angaben: Stellenweise wurde vermutet, dass Phoenix zunächst von den von Brian Hart entwickelten Arrows-Zehnzylindern angetrieben werden sollten; andere Quellen berichten, dass TWR über den Bezug der auf das Jahr 1998 zurückgehenden Cosworth-Zehnzylinder verhandelte, die bis 2001 von Minardi verwendet worden waren. Als Fahrer waren Tarso Marques und Gastón Mazzacane im Gespräch.
Die FIA lehnte die Meldung von Phoenix Grand Prix unmittelbar vor dem Großen Preis von Malaysia ab. Sie war der Ansicht, dass Phoenix weder das Prost-Team noch dessen Einschreibung übernommen habe, und erlaubte dem Unternehmen daher die Teilnahme an dem Rennen nicht. Nickerson versuchte anschließend, die Teilnahme an der Formel 1 auf zivilgerichtlichem Wege zu erreichen. Eine Klage gegen die FIA wurde vom High Court in London im Mai 2002 zurückgewiesen.
Das kurzfristige Auftreten von Phoenix geriet zum Politikum insbesondere unter den kleinen Teams. Minardis Teamchef Paul Stoddart sah die Stellung seines Unternehmens gefährdet und kündigte eine Klage gegen Phoenix und Walkinshaw an. Dabei kam heraus, dass sich zuvor auch Minardi um die Übernahme des Prost-Materials bemüht hatte, wegen eines zu geringen Gebots aber gescheitert war. Der FIA-Präsident Max Mosley bezeichnete das Auftreten von Phoenix Finance in einer Presseerklärung als „Ärgernis. Sie haben unsere Zeit verschwendet, und der Fall hat sie ein Vermögen gekostet“.
Letztlich nahm Phoenix bzw. Dart an keinem Rennen zur Formel-1-Weltmeisterschaft teil. Arrows war im Sommer 2002 zahlungsunfähig und stellte den Rennbetrieb ein. Minardi übernahm später einige Arrows-Fahrzeuge des Modelljahrs 2002 und versuchte erfolglos, daraus eigene Fahrzeuge vom Typ PS04 abzuleiten.